# Тонкошкуров, Василий Петрович
Василий Петрович Тонкошкуров (род. 27 января 1960, Караганда, Казахская ССР, СССР) — российский военачальник. Начальник Главного штаба Сухопутных войск — первый заместитель Главнокомандующего Сухопутными войсками (май 2018 — сентябрь 2022), генерал-полковник (11.12.2015). Действительный государственный советник Российской Федерации 2 класса (29.03.2023).

## Биография
Окончил среднюю школу в Киргизской ССР.
В Советской армии с 1977 года. В 1981 году окончил Ташкентское высшее общевойсковое командное Краснознаменное ордена Красной Звезды училище имени В. И. Ленина. Служил командиром взвода в Группе советских войск в Германии, затем в Прибалтийском военном округе. В октябре 1983 — декабре 1985 годов в должностях командира роты и заместителя командира батальона 371-го гвардейского мотострелкового Берлинского орденов Кутузова и Богдана Хмельницкого полка (5-я гвардейская мотострелковая Зимовниковская Краснознамённая, ордена Кутузова дивизия имени 60-летия СССР, 40-я общевойсковая армия) в составе Ограниченного контингента Советских войск принимал участие в боевых действиях на территории Демократической Республики Афганистан. Был ранен. В 1987 году направлен на учёбу.
В 1990 году окончил Военную орденов Ленина и Октябрьской Революции, Краснознамённую, ордена Суворова академию имени М. В. Фрунзе. Служил на Дальнем Востоке, командовал мотострелковым полком, был заместителем командира гвардейской мотострелковой дивизии. В феврале — июле 2000 года участвовал в контртеррористической операции на территории Чеченской Республики.
В 2004 году окончил Военную ордена Ленина Краснознамённую ордена Суворова академию Генерального штаба Вооружённых Сил Российской Федерации с золотой медалью. С июля 2004 года командовал 19-й отдельной мотострелковой Воронежско-Шумлинской Краснознамённой, орденов Суворова и Трудового Красного Знамени дивизией Северо-Кавказского военного округа (штаб — Владикавказ). В июне 2008 года назначен на должность начальника штаба — первого заместителя командующего 41-й общевойсковой армией Сибирского военного округа. 11 июня 2009 года назначен на должность командующего 41-й общевойсковой армией Сибирского военного округа (штаб в Новосибирске). Генерал-лейтенант (20.02.2013).
С октября 2013 по май 2018 года начальник Главного организационно-мобилизационного управления Генерального штаба Вооружённых сил Российской Федерации — заместитель начальника Генерального штаба Вооружённых сил Российской Федерации.
С мая 2018 года по сентября 2022 года — начальник Главного штаба — первый заместитель Главнокомандующего Сухопутными войсками.
16 августа 2022 года назначен одновременно первым заместителем председателя коллегии Военно-промышленной комиссии Российской Федерации.
По сообщениям сми в январе 2023 года перешёл на работу в Минпромторг.
Член редакционной коллегии журнала «Военная мысль».

## Санкции
18 декабря 2023 года, из-за российского нападения на Украину, попал под санкции стран Евросоюза так как он «участвует в заседаниях Государственного координационного совета по обеспечению военных потребностей России, возникших в ходе агрессивной войны против Украины».

## Награды
- Орден За заслуги перед Отечеством 4 степени[9]
- Орден Александра Невского
- Два ордена Мужества
- Орден «За военные заслуги»
- Орден Почёта
- Орден Красной Звезды
- Медаль «За боевые заслуги»
- Медали СССР и России
- Медали Афганистана